# (34078) 2000 PF
2000 PF (asteroide 34078) é um asteroide da cintura principal. Possui uma excentricidade de 0.21203780 e uma inclinação de 13.89153º.
Este asteroide foi descoberto no dia 1 de agosto de 2000 por Crni Vrh em Crni Vrh.